# 2. česká národní hokejová liga 1975/1976
2. česká národní hokejová liga 1975/1976 byla 3. ročníkem jedné ze skupin československé třetí nejvyšší hokejové soutěže, druhou nejvyšší samostatnou v rámci České socialistické republiky.

## Systém soutěže
24 týmů bylo rozděleno do tří osmičlenných regionálních skupin. Ve skupinách se všech 8 klubů utkalo čtyřkolově každý s každým (celkem 28 kol). Vítězové všech tří skupin postoupili do kvalifikace o 1. českou národní hokejovou ligu, ve které se utkali dvoukolově každý s každým (celkem 4 kola). První dvě mužstva postoupila do dalšího ročníku 1. ČNHL.
Týmy na posledních místech každé skupiny sestoupily do divize.

## Základní část

### Skupina A
| Poř. | Tým                       | Z  | V  | R | P  | VB  | OB  | B  |
| ---- | ------------------------- | -- | -- | - | -- | --- | --- | -- |
| 1.   | TJ SONP Kladno B          | 28 | 20 | 1 | 7  | 173 | 94  | 41 |
| 2.   | TJ Jitex Písek            | 28 | 16 | 5 | 7  | 111 | 99  | 37 |
| 3.   | TJ Šumavan Vimperk        | 28 | 16 | 3 | 9  | 128 | 96  | 35 |
| 4.   | TJ Baník Sokolov          | 28 | 13 | 4 | 11 | 98  | 97  | 30 |
| 5.   | VTJ Písek                 | 28 | 14 | 1 | 13 | 114 | 97  | 29 |
| 6.   | TJ Slavia PS Karlovy Vary | 28 | 11 | 2 | 15 | 86  | 89  | 24 |
| 7.   | TJ Slovan NV Louny        | 28 | 11 | 2 | 15 | 103 | 131 | 24 |
| 8.   | VTJ Příbram               | 28 | 1  | 2 | 25 | 59  | 169 | 4  |

TJ SONP Kladno B hrál svá domácí utkání v Lovosicích.

### Skupina B
| Poř. | Tým                              | Z  | V  | R | P  | VB  | OB  | B  |
| ---- | -------------------------------- | -- | -- | - | -- | --- | --- | -- |
| 1.   | TJ Spartak ZVÚ Hradec Králové    | 28 | 23 | 2 | 3  | 176 | 67  | 48 |
| 2.   | TJ Autoškoda Mladá Boleslav      | 28 | 19 | 2 | 7  | 117 | 80  | 40 |
| 3.   | VTJ Litoměřice                   | 28 | 15 | 3 | 10 | 107 | 89  | 33 |
| 4.   | TJ Jiskra Havlíčkův Brod         | 28 | 14 | 5 | 9  | 109 | 91  | 33 |
| 5.   | TJ Spartak Nové Město nad Metují | 28 | 8  | 6 | 14 | 93  | 115 | 22 |
| 6.   | TJ DP I ČLTK Praha               | 28 | 9  | 4 | 15 | 102 | 130 | 22 |
| 7.   | VTJ Mělník                       | 28 | 8  | 3 | 17 | 85  | 133 | 19 |
| 8.   | TJ Kaučuk Kralupy nad Vltavou    | 28 | 2  | 3 | 23 | 65  | 149 | 7  |

### Skupina C
| Poř. | Tým                 | Z  | V  | R | P  | VB  | OB  | B  |
| ---- | ------------------- | -- | -- | - | -- | --- | --- | -- |
| 1.   | TJ TŽ VŘSR Třinec   | 28 | 20 | 1 | 7  | 133 | 86  | 41 |
| 2.   | VTJ Hodonín         | 28 | 16 | 3 | 9  | 147 | 101 | 35 |
| 3.   | TJ AZ Havířov       | 28 | 17 | 1 | 10 | 112 | 92  | 35 |
| 4.   | TJ Tatra Kopřivnice | 28 | 17 | 1 | 10 | 113 | 93  | 35 |
| 5.   | TJ ZKL Brno B       | 28 | 12 | 0 | 16 | 111 | 123 | 24 |
| 6.   | TJ Meochema Přerov  | 28 | 11 | 2 | 15 | 81  | 104 | 24 |
| 7.   | TJ Slovan Hodonín   | 28 | 7  | 4 | 17 | 103 | 142 | 18 |
| 8.   | TJ Zbrojovka Vsetín | 28 | 5  | 2 | 21 | 82  | 141 | 12 |

Před zahájením soutěže došlo ke změně názvu TJ ZMS Třebíč na TJ ZKL Brno B. TJ ZKL Brno B hrála svá domácí utkání v Třebíči.
Týmy VTJ Příbram, TJ Kaučuk Kralupy nad Vltavou a TJ Zbrojovka Vsetín Ostrava sestoupily do divize. Vzhledem k tomu, že vítěz divize C TJ Spartak Opočno postup odmítl, kvalifikace se nehrála a vítězové zbylých tří divizí TJ Baník Příbram, TJ Vodní stavby Tábor a TJ Lokomotiva Pramet Šumperk přímo postoupily.

## Kvalifikace o 1. ČNHL
| Poř. | Tým                           | Z | V | R | P | VB | OB | B |
| ---- | ----------------------------- | - | - | - | - | -- | -- | - |
| 1.   | TJ Spartak ZVÚ Hradec Králové | 4 | 2 | 0 | 2 | 13 | 12 | 4 |
| 2.   | TJ SONP Kladno B              | 4 | 2 | 0 | 2 | 14 | 14 | 4 |
| 3.   | TJ TŽ VŘSR Třinec             | 4 | 2 | 0 | 2 | 14 | 15 | 4 |

Týmy TJ Spartak ZVÚ Hradec Králové a TJ SONP Kladno B postoupily do dalšího ročníku 1. ČNHL. Nahradily je sestupující týmy ASD Dukla Jihlava B a TJ Slavia IPS Praha.